# Tephritopyrgota miliaria
Tephritopyrgota miliaria är en tvåvingeart som beskrevs av Friedrich Georg Hendel 1933. Tephritopyrgota miliaria ingår i släktet Tephritopyrgota och familjen Pyrgotidae. Inga underarter finns listade i Catalogue of Life.